# Alas Selatan
Alas Selatan is een bestuurslaag in het regentschap Malaka van de provincie Oost-Nusa Tenggara, Indonesië. Alas Selatan telt 2361 inwoners (volkstelling 2010).